# محمد بن المنكدر
محمد بن المنكدر(32 هـ - 130 هـ)  هو محمد بن المنكدر بن عبد الله بن الهدير بن عبد العزى بن عامر بن الحارث بن حارثة بن سعد بن تيم بن مرة بن كعب بن لؤي، الإمام الحافظ القدوة شيخ الإسلام أبو عبد الله ويقال أبو بكر القرشي التيمي المدني، ولد سنة بضع وثلاثين من الهجرة، عده أصحاب الطبقات من الطبقة الثالثة: من الوسطى من التابعين، وروى له: البخاري - مسلم - أبو داود- الترمذي - النسائي - محمد بن ماجه.

## الصحابة الذين تعلم على أيديهم
حدث عن سلمان، وأبي رافع، وأسماء بنت عميس، وأبي قتادة، وطائفة مرسلًا، وعن عائشة، وأبي هريرة، وعن ابن عمر، وجابر، وابن عباس، وابن الزبير، وأميمة بنت رقيقة، وربيعة بن عباد، وأنس بن مالك، وأبي أمامة بن سهل، ومسعود بن الحكم، وعبد الله بن حنين، وحمران بن أبان، وأبو صالح ذكوان، وعروة، وعبد الرحمن بن يربوع، وأبيه المنكدر.

## أثر الآخرين فيه
قال زياد مولى ابن عياش لمحمد بن المنكدر وصفوان بن سليم: الجد الجد، والحذر الحذر فإن يكن الأمر على ما نرجوه كان ما عملناه فضلاً وإلا لم تلوما. وكانت أمه تقول له: لا تمازح الصبيان فتهون عليهم. وقال محمد بن المنكدر لأبى حازم: يا أبا حازم، ما أكثر من يلقاني فيدعو لي بالخير، ما أعرفهم وما صنعت إليهم خيرًا قط، فقال أبو حازم: لا تظن أن ذلك من قبلك، ولكن انظر إلى الذي ذلك من قبله فاشكره.

## من ملامح شخصيته

### اجتهاده في العبادة
كان ابن المنكدر من المجتهدين في العبادة فيقول: كابدت نفسي أربعين سنة حتى استقامت، وبينا هو ذات ليلة قائم يصلي إذ استبكى فكثر بكاؤه، حتى فزع له أهله وسألوه فاستعجم عليهم وتمادى في البكاء، فأرسلوا إلى أبي حازم فجاء إليه فقال: ما الذي أبكاك قال: مرت بي آية قال وما هي قال:«وبدا لهم من الله ما لم يكونوا يحتسبون» فبكى أبو حازم معه فاشتد بكاؤهما.
وعن سعيد بن عامر قال: قال ابن المنكدر: إني لأدخل في الليل فيهولني فأصبح حين أصبح وما قضيت منه أربي. وعن عمر بن محمد المنكدر قال: كنت أمسك على أبي المصحف، فمرت مولاة له فكلمها فضحك إليها ثم أقبل يقول: إنا لله إنا لله حتى ظننت أنه قد حدث شيء فقلت: مالك فقال: أما كان لي في القرآن شغل حتى مرت هذه فكلمتها. وعن سفيان قال: كان محمد بن المنكدر ربما قام من الليل يصلي ويقول: كم من عين الآن ساهرة في رزقي.

### بره بأمه
كان محمد بن المنكدر باراً بأمه، فكان يضع خده بالأرض ثم يقول لأمه قومي ضعي قدمك على خدي، وقال: بات عمر يعني أخاه يصلي وبت أغمز رجل أمي وما أحب أن ليلتي بليلته.

### أثره في الآخرين
كان لمحمد بن المنكدر أثرًا بينًا في تربية الآخرين فعن ابن الماجشون قال: إن رؤية محمد بن المنكدر لتنفعني في ديني، وقال مالك: كنت إذا وجدت من قلبي قسوة آتى ابن المنكدر فأنظر إليه نظرة فأتعظ بنفسي أيامًا.
ورأى محمد بن المنكدر رجلاً واقفًا مع امرأة يكلمها فقال: إن الله يراكما سترنا الله وإياكما.

### من كلماته
قال محمد بن المنكدر: أرأيت لو أن رجلا صام الدهر لا يفطر وقام الليل لا ينام وتصدق بماله وجاهد في سبيل الله واجتنب محارم الله، غير أنه يؤتى به يوم القيامة فيقال: إن هذا عظم في عينه ما صغره الله، وصغر في عينه ما عظمه الله، كيف ترى يكون حاله؟ فمن منا ليس هكذا؟ الدنيا عظيمة عنده مع ما اقترفنا من الذنوب والخطايا.
قيل لمحمد بن المنكدر: أي العمل أحب إليك؟ قال: إدخال السرور على المؤمن. قيل: فما بقي مما يستلذ؟ قال: الإفضال على الإخوان.

## مناقبه وما قيل فيه
قال ابن وهب: حدثني ابن زيد قال: خرج ناس غزاة في الصائفة فيهم محمد بن المنكدر، فبينا هم يسيرون في الساقة إذ قال رجل منهم: اشتهي جبنًا رطبًا فقال محمد: فاستطعم الله فإنه قادر فدعا القوم فلم يسيروا إلا شيءًا حتى وجدوا مكتلاً مخيطًا، فإذا هو جبن طري رطب، فقال بعضهم: لو كان هذا عسلاً، قال: الذي أطعمكموه قادر، فدعوا الله فساروا قليلاً فوجدوا فرق عسل على الطريق، فنزلوا وأكلوا الجبن والعسل. وقال ابن عيينة: كان ابن المنكدر من معادن الصدق يجتمع إليه الصالحون. وعن مالك قال: كان محمد سيد القراء لا يكاد أحد يسأله عن حديث إلا كاد أن يبكي.

## وفاته

### موقف الوفاة
عن عبد الرحمن بن زيد قال: أتى صفوان بن سليم محمد بن المنكدر وهو في الموت فقال: يا أبا عبد الله، كأني أراك قد شق عليك الموت؟! فما زال يهون عليه الأمر ويتجلى عن محمد حتى لكأن وجهه المصابيح، ثم قال له محمد: لو ترى ما ألاقيه لقرت عينك. ثم قضى! وكانت وفاته سنة ثلاثين ومائة.